# Henri Dameth
Claude Marie Henri Dameth, né le 26 septembre 1812 à Paray-le-Monial en France et mort le 1er août 1884 à Genève en Suisse, est un économiste et publiciste phalanstérien français.

## Biographie
Il nait en 1812 d'un père instituteur à Paray-le-Monial. Après avoir fait ses études au petit séminaire de Saint Nicolas du Chardonnet, il est professeur d'histoire au lycée Louis-le-Grand de 1833 à 1837 puis à l'Académie de Genève. Aux environs de 1840, il se rapproche des idées phalanstériennes sur leur volet économique. Il écrit dans les journaux Phalange et La Démocratie pacifique.
Actif dans le contexte politique de 1848, il participe au « grand comité électoral démocratique » du département de la Seine. Installé à Nice pour raison de santé entre 1850 et 1855, il y dirige le journal L'Avenir de Nice jusqu'au coup d'État du 2 décembre 1851.
Passé par Turin sous la protection de Camillo Cavour, il s'installe définitivement à Genève en 1855. Il y enseigne, à l'instigation de Carl Vogt, l'économie politique dont il fonde la chaire à l'Université de Genève et enseigne, en parallèle, cette même discipline à la chambre de commerce de Lyon à partir de 1864. Il est élu en 1876 correspondant de l'Académie des sciences morales et politiques (section d'économie politique). Il ne s'implique pas dans la vie politique suisse durant sa période genevoise.

## Œuvres

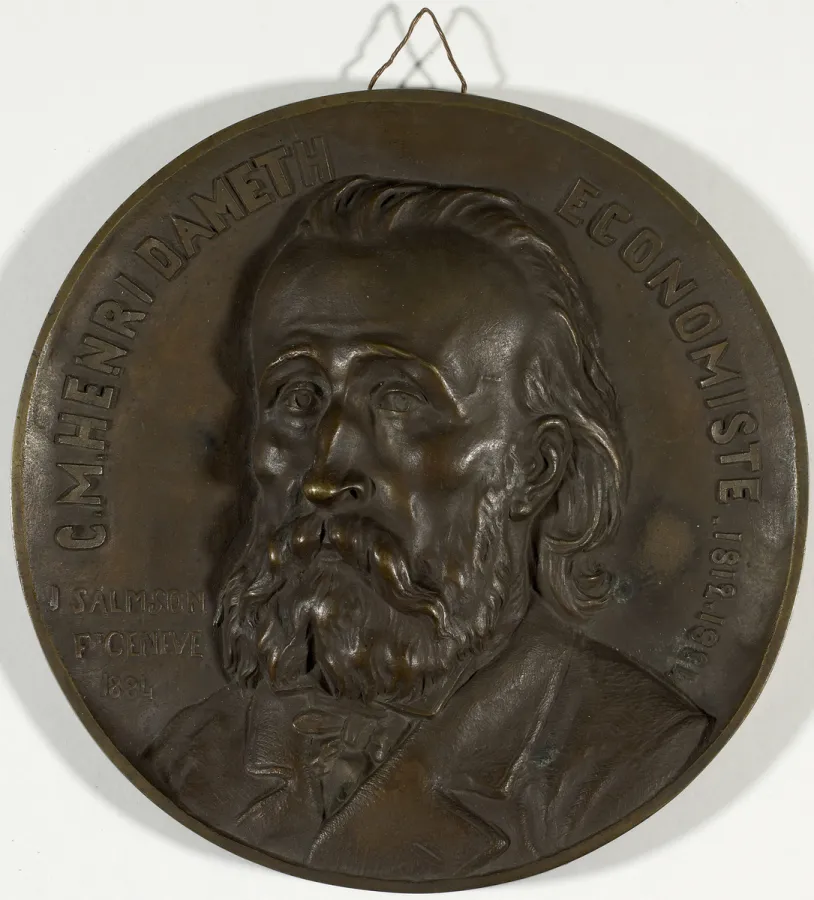
Médaille commémorative sculptée par Jules Salmson en 1884 (Bibliothèque de Genève - Numéro d'inventaire 0323)

### Ouvrages
- Défense du fouriérisme : réponse à M. M. Proudhon, Lamennais, Reybaud, Louis Blanc, etc. ; Premier mémoire : Réfutation de l'égalité absolue. Solution des problèmes du paupérisme. De la richesse générale et du travail par la théorie de Fourier, Paris, chez les marchands de nouveautés, 1841 (lire en ligne)
- Notions élémentaires de la science sociale de Fourier / par l'auteur de la Défense du Fouriérisme, Paris, Librairie de l'École sociétaire, 1844 (lire en ligne)
- La Solidarité, société populaire pour la propagation et la réalisation de la science sociale, boulevard Saint-Martin, 43. Bulletin intérieur des travaux de la société. Février 1849, Paris, Impr. de Mme de Lacombe, 1849 (lire en ligne)
- Solidarité. Propagation et réalisation populaires de la science sociale. Le Credo socialiste (ou Principes généraux d'organisation politique et sociale), Paris, siège de la Société, 1849 (lire en ligne)
- Le Juste et l'utile, ou Rapports de l'économie politique avec la morale, Paris, Guillaumin, 1859, 485 p. (lire en ligne)
- L'économie politique et le spiritualisme, Paris, Guillaumin, 1862 (lire en ligne)
- La question sociale: Résumé de six conférences données à ce sujet à l'Athénée de Genève, pendant le mois de décembre 1870, Genève, A. Richard, 1871 (lire en ligne)

### Éditions de cours
- Introduction à l'étude de l'économie politique : cours publics professé à Lyon pendant l'hiver 1864-1865, sous les auspices de la Chambre de commerce, Lyon, Mera, 1865 (réimpr. 1875, Paris : Guillaumin) (lire en ligne)
- Résumé d'un cours en dix séances sur les banques publiques d'émission, donné à Lyon et à Genève en Janvier et Février 1866, Lyon, Méra, 1866 (lire en ligne)
- Le Mouvement socialiste et l'économie politique, résumé d'un cours public fait à Lyon sous les auspices de la Chambre de commerce et de la Société d'économie politique, Lyon, Librairie Denis, 1869 (lire en ligne)
- Les bases naturelles de l'économie sociale : résumé d'un cours public fait à Lyon, sous les auspices de la Chambre de commerce et de la Société d'économie politique, Paris, Guillaume, 1872, 220 p. (lire en ligne)